# ハリッサ

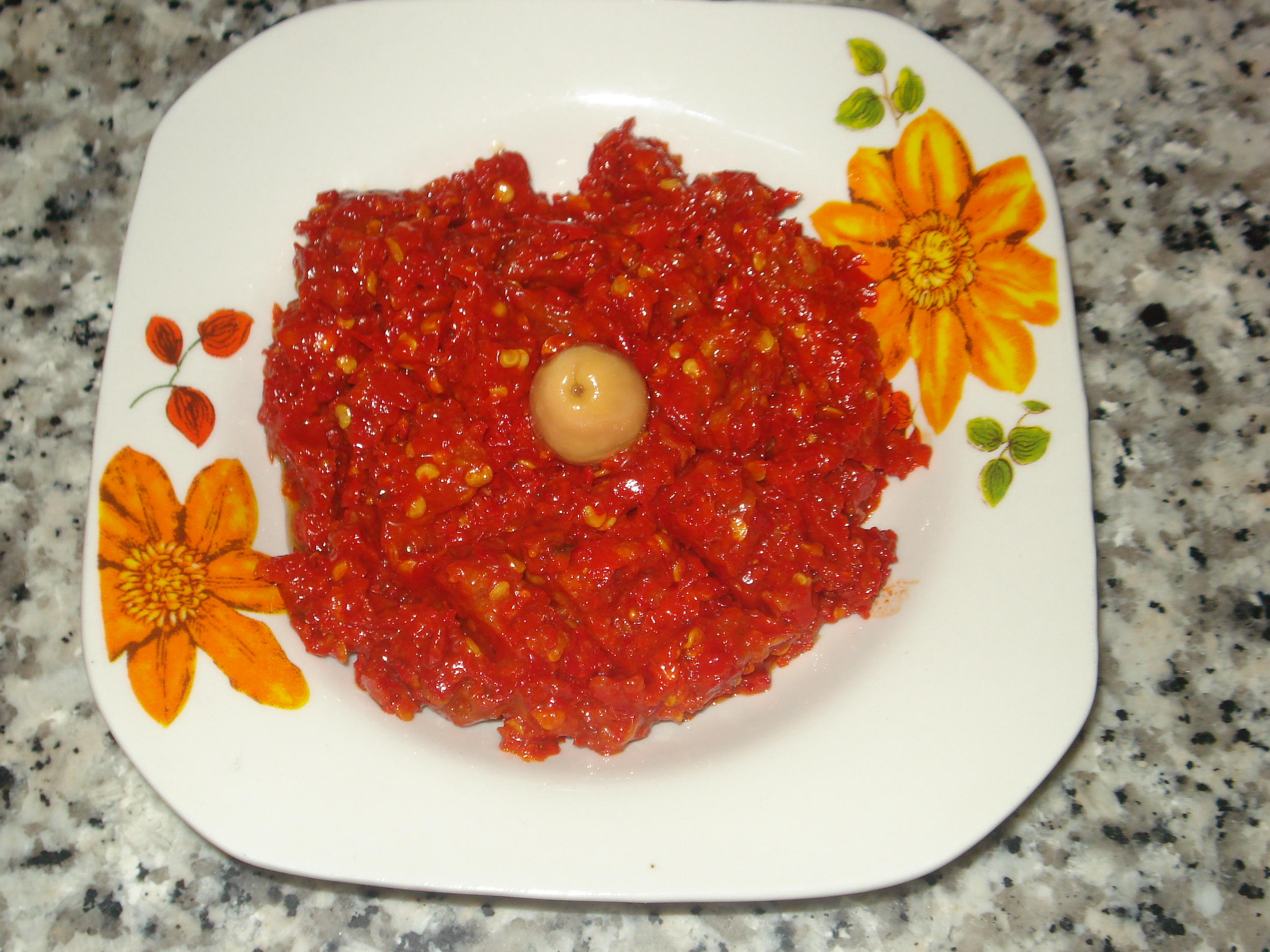
ハリッサ

ハリッサ（アラビア語：هريسة,, harīsa ないしは harīsah, ハリーサ、フランス語風慣例表記：harissa）とは、唐辛子を元に作られるペースト状で辛口の調味料。マグリブ地方、特にチュニジアで多く用いられる。ヨーロッパでは同地出身の移民が多いフランス他でも容易に入手可能である。
缶詰や瓶詰、チューブ入りなどで市販されているほか、手作りも可能である。マグリブ料理店では自家製のハリッサを用いる店も多い。主にクスクスに添えるほか、タジン鍋やケバブなどにも用いられる。

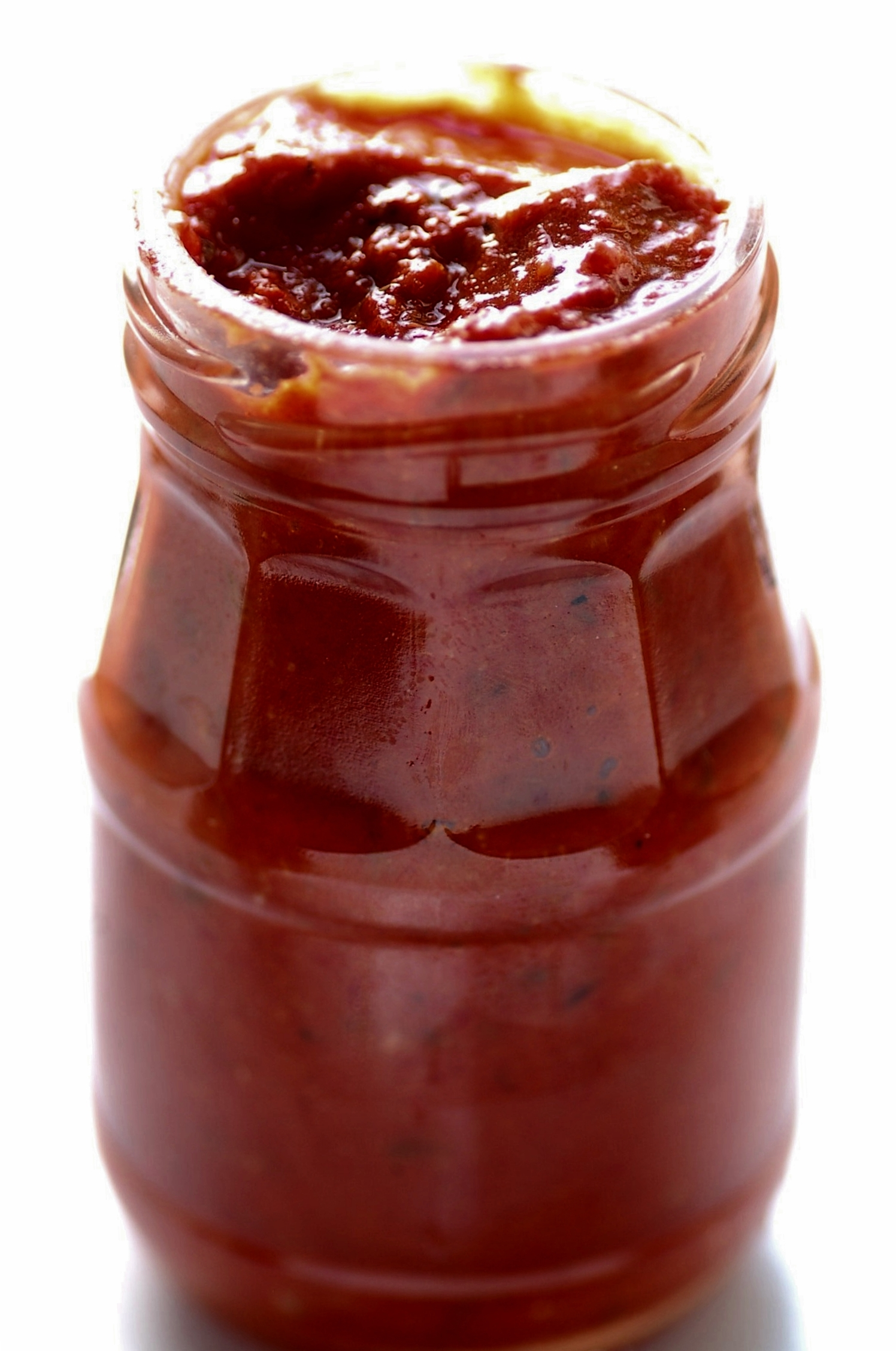
瓶入りハリッサ

生の赤唐辛子を蒸して植物油を加えペースト状に溶かしたものが基本である。最も単純な缶詰ではこれと塩のみ、あるいはそれにニンニクを足したのみの味付けのものが安価で手に入る。自家製や味の良さを謳う多くの瓶詰では、それに加えてコリアンダー、クミン、キャラウェイ、オリーブオイルなども混ぜる。
総じて大変辛いのが特徴だが、市販品の種類によっては辛味のほかに若干の苦味もあり、また質のよい物は独特のコクがある。豆板醤やコチュジャンなどの他の唐辛子系の辛味調味料と見た目は似ているが味は異なる。
2022年にチュニジアの推薦によりUNESCOの無形文化遺産に登録された。